# Армянская епархия Шемахы
Шемахинская (Шамахинская) епархия Эчмиадзинского патриархата Армянской Апостольской церкви (арм. Հայ Առաքելական եկեղեցու Էջմիածնի պատրիարքության Շամախիի թեմ) — упразднённая архиепископская епархия Армянской Апостольской церкви бывшая в составе Эчмиадзинского патриархата с центром в городе Шемахы (Шамахи).
На территории Шемахинской епархии позже была образована Епархия Юга России (в северокавказской части епархии), которая действует до сих пор и Азербайджанская епархия (в закавказской части), которая, по причине исхода значительной части армянского населения из Азербайджана и закрытия армянских церквей, была упразднена после Первой карабахской войны.

## История
Во время церковной реформы 1815 г., Агванкский Католикосат был расформирован Верховным Престолом Св. Эчмиадзина и на его основе были позднее созданы Карабахская и Шемахинская епархии.
В юрисдикцию Шемахинской епархии входили территории Дагестанской области и Шемахинского уезда Российской империи. По данным на 1911 год количество верующих Армянской Апостольской церкви — 60.000, общин — 45, а также верующих Армянской Католической церкви — 2.000.
Епархия имела 34 церкви.

## Предводители
- 1914-1915 — Карапет Тер-Мкртчян[3]